# Schulenburg
Schulenburg város az USA Texas államában, Fayette megyében. Lakosainak száma 2633 fő (2020. április 1.).

## Népesség
A település népességének változása:

| 2010 | 2 852 |
| 2020 | 2 633 |